# Дијагноза: Убиство (2. сезона)
Друга сезона серије Дијагноза: Убиство емитована је од 16. септембра 1994. године до 5. маја 1995. године петком у 20 часова.

## Опис
Скот Бајо и Делорес Хал су напустили серију на крају сезоне.

## Улоге
- Дик ван Дајк као др. Марк Слоун
- Скот Бајо као др. Џек Стјуарт
- Викторија Ровел као др. Аманда Бентли
- Бери ван Дајк као Стив Слоун
- Мајкл Тучи као Норман Бригс
- Делорес Хал као Делорес Мичел

## Епизоде
| Бр. еп. (укупно) | Бр. еп. (у сезони) | Наслов                              | Редитељ               | Сценариста                   | Премијера           | Гледаност у САД-у (милиони) |
| --- | ------------------ | ----------------------------------- | --------------------- | ---------------------------- | ------------------- | --------------------------- |
| 20 | 1                  | "Много срећних повратака"           | Лу Антонио            | Ли Голдберг и Вилијам Рабкин | 16. септембар 1994. | 14.70                       |
| Слоун је суочен и са истрагом убиства и казном од ИЦС-а. |                    |                                     |                       |                              |                     |                             |
| 21 | 2                  | "Врло кобна сахрана"                | Алан Мајерсон         | Џери Конвеј                  | 23. септембар 1994. | 14.90                       |
| Бригс је осумњичен за смрти председавајућег добротворног удружења и неколико чланова одбора. |                    |                                     |                       |                              |                     |                             |
| 22 | 3                  | "Женска невоља"                     | Рој Кампанела II      | Џојс Бурдит                  | 30. септембар 1994. | 14.50                       |
| Слоун је посумњао да нешто није у реду када је један богати болесник није дошао на заказани преглед и нестао. |                    |                                     |                       |                              |                     |                             |
| 23 | 4                  | "Тело које смета"                   | Винсент Мекивити      | Ден Вилкокс                  | 7. октобар 1994.    | 15.30                       |
| Иако му је рођендан, Слоун је присиљен да се уочи и са болничком инспекцијом и телом које је нестало током истраге убиства. |                    |                                     |                       |                              |                     |                             |
| 24 | 5                  | "Моја четири супруга"               | Кристијан И. Најби II | Робин Бернхајм               | 14. октобар 1994.   | 14.00                       |
| Слоун је посумњао да је једној познатој личности смештено убиство једног од њених бивших супруга. |                    |                                     |                       |                              |                     |                             |
| 25 | 6                  | "Јако кључно убиство"               | Ричард Комптон        | Ричард Колинс                | 21. октобар 1994.   | 13.60                       |
| Слоун истражује смрт телевизијског могула који је претио да ће тужити болницу. |                    |                                     |                       |                              |                     |                             |
| 26 | 7                  | "Можете ме звати Џонсон"            | Кристијан И. Најби II | Џон Вирт                     | 28. октобар 1994.   | 14.20                       |
| Слоун је оперисао Џековог "кума" који је изненада умро после операције. |                    |                                     |                       |                              |                     |                             |
| 27 | 8                  | "Џорџија ми је на памети"           | Питер Елис            | Бред Керн                    | 4. новембар 1994.   | 14.80                       |
| Слоун истражује убиство личног истражитеља чије су последње речи међу неколико трагова који могу да реше убиство. |                    |                                     |                       |                              |                     |                             |
| 28 | 9                  | "Последњи смех (1. део)"            | Кристијан И. Најби II | Ли Гoлдберг и Вилијам Рабкин | 11. новембар 1994.  | 14.20                       |
| Супрузи Слоуновог колеге смештено је убиство бившег супруга. |                    |                                     |                       |                              |                     |                             |
| 29 | 10                 | "Последњи смех (2. део)"            | Кристијан И. Најби II | Ли Гoлдберг и Вилијам Рабкин | 18. новембар 1994.  | 15.50                       |
| Кад је схватио да је направио велику грешку, Слоун мора да ослободи невиног човека који је послат у затвор због убиства др. Валина. |                    |                                     |                       |                              |                     |                             |
| 30 | 11                 | "Смрт од истребљења"                | Кристофер Хиблер      | Ден Вилкокс                  | 2. децембар 1994.   | 13.70                       |
| Слоун и његова сестра су пронашли њену агенткињу за некретнине убијену у свом новом дому. |                    |                                     |                       |                              |                     |                             |
| 31 | 12                 | "По осам тачака"                    | Кристофер Хиблер      | Травис Фајн                  | 9. децембар 1994.   | TBA                         |
| Слоун и његови запослени истражују смрт боксера који је управо освојио мало такмичење. |                    |                                     |                       |                              |                     |                             |
| 32 | 13                 | "Блуз Бела Лугоси"                  | Ли Филипс             | Мајкл Глисон                 | 6. јануар 1995.     | 15.80                       |
| Слоун истражује убиство тројице мушкараца којима је исцеђена крв, међу којима су двојица елитних младожења из Лос Анђелеса. |                    |                                     |                       |                              |                     |                             |
| 33 | 14                 | "Нови исцелитељи"                   | Кристофер Хиблер      | Ли Голдберг Вилијам Рабкин   | 13. јануар 1995.    | 16.20                       |
| Слоун даје полиције савета када је главни глумац једне здравствене ТВ серије умро током снимања у Општој болници. |                    |                                     |                       |                              |                     |                             |
| 34 | 15                 | "Зовите ме нетакмичарски"           | Мајкл Шулц            | Ден Вилкокс                  | 20. јануар 1995.    | 15.40                       |
| Када се дугогодишњи болесник и Марков пријатељ Алекс Форман обесио, Марк је посумњао на насилну смрт. Алекс и још две особе које су се наводно убиле су биле чланови исте службе за састанке Савршени парови, што је невероватна случајност. У ствари, полицијски рачунар каже да су изгледи против то 64 милиона према 1. Оно што Марк и остали нису могли да схвате како је неко могао да обеси некога а да не остави трагове на телу или дрогу која би се открила током обдукције. Аманда и Марк су послали Џека да се учлани у Савршене парове како би истражио. Када је Џек дошао да поднесе захтев за чланство, портирка која воли да се мува га је избацила напоље. Џек мора да напише животопис па су му Аманда и Делорес написале, а Аманда га је доставила у Савршене парове док је ишла кући како га Џек не би видео. Марку су рекле да су одувек хтеле да напишу животопис Господина Правог, а сам животопис је био толико делотворан да су 62 жене хтеле да изађу са Џеком већ првог дана. Између осталог, у животопису пише да се Џек 2 сата купа у купки (са девојком) и пије пиће Армагнак. Џека су почеле да прогоне жене где год да оде па је почео да се осећа као Битлс. Једна од чланица Савршених парова која воли да се мува, Глорија, са којом се Џек забављао јер се она забављала са сва три човека која су "се убила" постала је осумњичена. Њен насилни бивши супруг који је недавно пуштен из затвора постао је још један осумњичени пошто је наапао Џека. |                    |                                     |                       |                              |                     |                             |
| 35 | 16                 | "Бљесак из прошлости"               | Барт Бринкерхоф       | Џојс Бурдит                  | 3. фебруар 1995.    | 15.70                       |
| Убица пуштен не условну слободу кога је Стив ухапсио почео је да прогони Слоуна као освету. |                    |                                     |                       |                              |                     |                             |
| 36 | 17                 | Одржати игру                        | Питер Елис            | Џери Конвеј                  | 10. фебруар 1995.   | 14.20                       |
| Слоун истражује убиство одбојкашице која је била ухођена. |                    |                                     |                       |                              |                     |                             |
| 37 | 18                 | "Море без зла"                      | Кристијан И. Најби II | Ли Голдберг и Вилијам Рабкин | 17. фебруар 1995.   | 15.30                       |
| Слоун је дошао у ситуацију да брани спасиоца који је био на дужности када се један купач удавио − и сумња на неки већи план. |                    |                                     |                       |                              |                     |                             |
| 38 | 19                 | "Како убити свог заступника"        | Лео Пен               | Мајкл Глисон                 | 24. фебруар 1995.   | 13.50                       |
| Стиву је се обратио стидљиви заступник Арнолд Баскин кога је замало неко прегазио после часа. Службеница у његовом предузећу, Агнес, која такође иде на те часове му је помогла да устане. Агнес мисли да је неко из предузећа читао досијее и продавао имена кључних сведока који су потом завршавали мртви, а на тим случајевима је она радила. Починилац је мислио да је Арнолд радио јер је Агнес користила његово име када је приступала досијеима па њега покушава да убије. Стив и Џек помажу Арнолду и Агнес да открију починиоца. |                    |                                     |                       |                              |                     |                             |
| 39 | 20                 | "Голе бебе"                         | Кристијан И. Најби II | Џојс Бурдит                  | 31. март 1995.      | 13.60                       |
| Аманда је открила ланац трговине новорођенчадима у дому за труднице до је тражила другарицу која је родила четворке. |                    |                                     |                       |                              |                     |                             |
| 40 | 21                 | "Смрт у ударном термину"            | Кристијан И. Најби II | Мајкл Глисон                 | 28. април 1995.     | 11.90                       |
| Слоун истражује низ смртоносним несрећа које вребају главне глумце серије Млади и немирни. |                    |                                     |                       |                              |                     |                             |
| 41 | 22                 | "Моја беба више није на овом свету" | Кристофер Хиблер      | Ричард Колинс                | 5. мај 1995.        | 10.40                       |
| Слоун истражује смрт рок звезде чија супруга мисли да су јој супруга убио ванземаљац. |                    |                                     |                       |                              |                     |                             |